# Miqueliopuntia miquelii
Miqueliopuntia miquelii (Monv.) F.Ritter è una pianta succulenta della famiglia delle Cactacee endemica del Cile. È l'unica specie nota del genere Miqueliopuntia Fric ex F.Ritter.